# هاني البنا
د. هاني البنا طبيب مصري والمدير العام والمؤسس لمنظمة الإغاثة الإسلامية بلندن، أيضاً عضو ناشط (فئة خاصة) في المجلس الاقتصادي والاجتماعي للأمم المتحدة. ولد في مصر

## التعليم
- درس الطب البشري في جامعة الأزهر[1]
- حصل على الدكتوراة من كلية الطب في جامعة بيرمنغهام عام 1991[1]
- حصل على الدكتوراة الفخرية من جامعة بيرمنغهام عام 2007[1]

## جوائز
- منح وسام ملكة بريطانيا عام 2004 تقديره لجهوده في العمل الخيري الدولي.[1]
- منح جائزة ابن خلدون لدوره في تشجيع الحوار بين الأديان عام 2004[1]

## مناصب
- مؤسس ورئيس المنتدى الإنساني[1]
- أسس المنتدى الخيري الإسلامي ويرأسه حالياً[1]

## لقائاته علىقناة الجزيرة
- برنامج موعد في المهجر:
  1. هاني البنا، 24 سبتمبر 2009
- برنامج بلا حدود:
  1. أدوات العمل الخيري وآلياته، 16 سبتمبر 2009
- برنامج الجزيرة مباشر:
  1. مباشر مع هاني البنا فيضانات باكستان والمساعدات على يوتيوب، 19 أغسطس 2010
  2. الإغاثة الإسلامية عبر العالم على يوتيوب، 22 نوفمبر 2009

## وصلات خارجية
- موقع منظمة الإغاثة الإسلامية
- في حوار مع الجزيرة نت: البنا: رسخنا منظومة جديدة في العمل الخيري، الجزيرة نت، 22 مايو 2009م